# Norma Nichols
Norma Nichols (7 de enero de 1894-27 de noviembre de 1989) fue una actriz estadounidense que trabajó en películas mudas. Apareció en 42 películas entre 1914 y 1922. También apareció en varias películas de Larry Semon. Era hermana de la actriz Marguerite Nichols quién se casó con el actor, director, y productor Hal Roach.

## Biografía

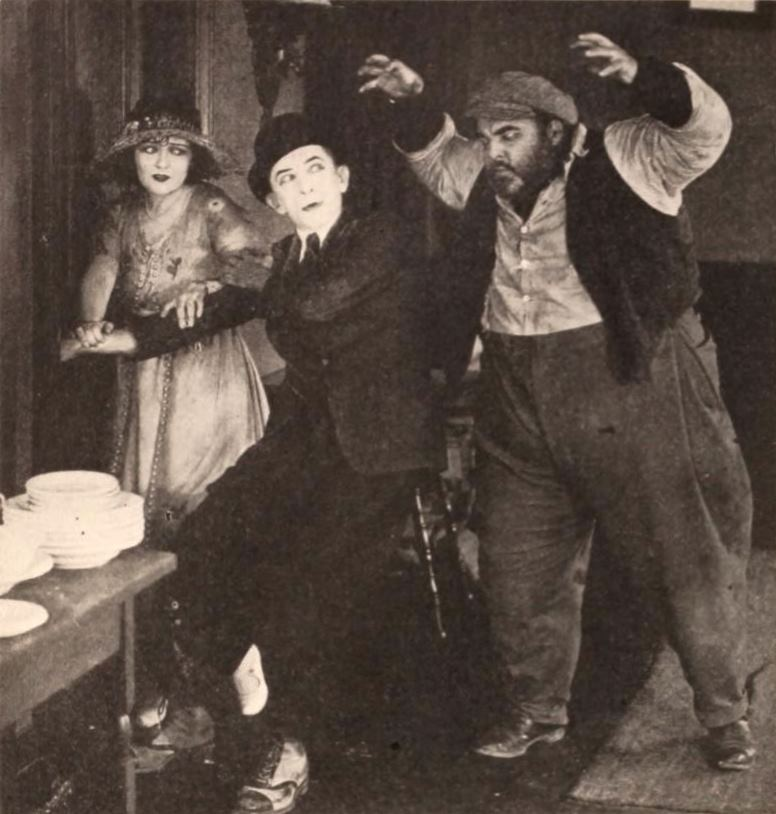
Un fotograma de Nichols actuando juntó con Larry Semon y Frank Alexander
en The Rent Collector (1921)

Norma Nichols nació el 7 de enero de 1894 en Santa Ana, California. Tuvo papeles importantes en películas como The Ne'er-Do-Well (1916), Ham and the Hermit's Daughter (1916) y The Tides of Barnegat (1917). Murió el 27 de noviembre de 1989 en Los Ángeles, California.

## Filmografía parcial
- Dough and Dynamite (1914)
- The Property Man (1914)
- Fatty's Jonah Day (1914)
- Fatty's Tintype Tangle (1915)
- The Ne'er-Do-Well (1916)
- Ham and the Hermit's Daughter (1916)
- The Tides of Barnegat (1917)
- The Legion of Death (1918)
- The Rent Collector (1921)
- The Bakery (1921)
- The Bell Hop (1921),[2] existente
- The Fall Guy (1921)[3]
- The Call of Home (1922)